# Courcemont
Courcemont ist eine französische Gemeinde mit 670 Einwohnern (Stand: 1. Januar 2022) im Département Sarthe in der Region Pays de la Loire. Sie gehört zum Arrondissement Le Mans und zum Kanton Bonnétable (bis 2015: Kanton Ballon). Die Einwohner werden Courcemontais genannt.

## Geographie
Courcemont liegt etwa 22 Kilometer nordöstlich von Le Mans. Umgeben wird Courcemont von den Nachbargemeinden Saint-Aignan im Norden, Briosne-lès-Sables im Osten, Beaufay im Süden, Saint-Mars-sous-Ballon im Westen sowie Mézières-sur-Ponthouin im Nordwesten.
Das Gemeindegebiet wird vom Flüsschen Morte Parence und einigen seiner Zuflüsse durchquert.

## Bevölkerungsentwicklung
| Jahr                      | 1962 | 1968 | 1975 | 1982 | 1990 | 1999 | 2006 | 2012 |
| Einwohner                 | 835  | 825  | 702  | 612  | 556  | 574  | 643  | 681  |
| Quelle: Cassini und INSEE |      |      |      |      |      |      |      |      |

## Sehenswürdigkeiten
- Kirche Saint-Barthélemy aus dem 11. Jahrhundert mit Umbauten aus dem 12. und 14. Jahrhundert

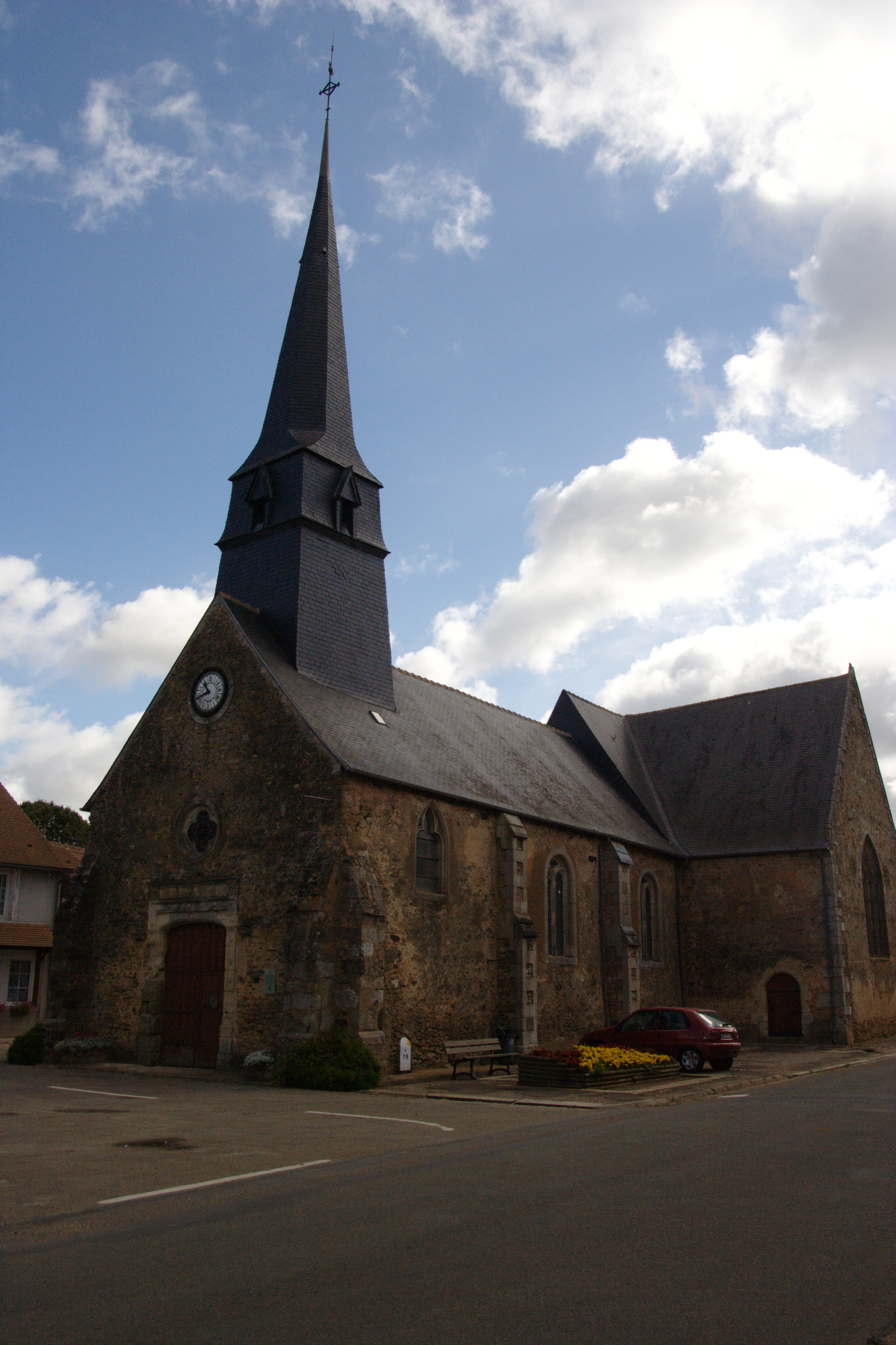
Kirche Saint-Barthélemy

- Schloss Le Chesnay
- Waschhaus